# Defesa Santo George
A defesa St. Georde (também conhecido como Defesa de Baker, Defesa Birmingham, ou Abertura Basman) é uma abertura da xadrez pouco padrão para o preto. A abertura começa com os movimentos:
1. e4 a6!?
A Defesa St. George é conhecida pelo código ECO B00 como a abertura do Peão do Rei.

## Historia
O primeiro jogo de xadrez conhecido envolvendo a St. George era um jogo simultâneo entre um amador Inglês, J. Baker, e o primeiro Campeão Mundial de Xadrez oficial, Wilhelm Steinitz, em 11 de dezembro de 1868. O jogo foi ganho por Baker. Os defensores da abertura são geralmente jogadores dispostos a sacrificar o centro, a fim de atacar pelo flanco, e para evitar a teoria. Michael Basman tem sido conhecido para jogar o St. George, como fez Tony Miles.
Possívelmente sua aparição mais famosa, Miles derrotou o Campeão do Mundo Anatoly Karpov em 1980 Campeonato de Times Europeus em Skara, Suécia. A abertura também adquiriu o nome de "Birmingham Defesa" neste momento, cidade natal de Miles.
Boris Spassky também desempenhou a Defesa St. George, ainda que por transposição, no 22º jogo do campeonato mundial de 1966  contra o campeão do mundo Tigran Petrosian. Esse jogo começou com: 1.d4 b5 (a Defesa polonês) 2.e4 Bb7 3.f3 a6 (transpondo para a St. George). Este foi um passeio pouco propício para a defesa, no entanto: Petrosian ganhou, dando-lhe os 12 pontos necessários para manter o seu título.

## Teoria
A defesa St. George é geralmente considerada uma resposta inferior à 1.e4 em comparação com 1... E5, E6... 1, 1... C5, ou C6.... A Defesa St. George é considerado mais duvidosa que Defesa de Owen (1.e4 b6 2.d4 Bb7), onde Preto gasta três movimentos apenas para desenvolver bispo da rainha, ao contrário de dois na Defesa de Owen, enquanto a Branca ocupa o centro e está pronto para defender em mais três movimentos.
As principais linhas na abertura iniciam com 1.e4 a6!? 2.d4 b5 e então em ramo. (o Branco também pode mostrar o respeito da defesa, jogando o forte se raramente jogado 1.e4 a6 2.c4 prevendo Black 2... b5 ou torná-lo um gambito.) A linha principal continua 3.Nf3 Bb7 4.Bd3 e6 5.0 -0 Nf6. Outra linha importante é o Ataqe de Três Peões, às vezes chamado de Gambito St. George, que continua 3.c4 e6!? 4.cxb5 axb5 5.Bxb5 Bb7. (o Preto também pode jogar 3... Bb7 e oferecer o b-peão por um mais valioso branco e-peão.) O St. George também é usado às vezes para evitar que um bispo branco ocupe b5 antes de continuar igual a Defesa francesa.
Grande parte do trabalho teórico sobre a defesa foi feito pelo Inglês IM Michael Basman.

## Ilustração do Jogo
Anatoly Karpov–Tony Miles, Campeonato de Times Europeus, Skara 1980:[1][2]
1.e4 a6 2.d4 b5 3.Nf3 Bb7 4.Bd3 Nf6 5.Qe2 e6 6.a4 c5 7.dxc5 Bxc5 8.Nbd2 b4 9.e5 Nd5 10.Ne4 Be7 11.0-0 Nc6 12.Bd2 Qc7 13.c4 bxc3 14.Nxc3 Nxc3 15.Bxc3 Nb4 16.Bxb4 Bxb4 17.Rac1 Qb6 18.Be4 0-0!? 19.Ng5 (19.Bxh7+!? é um sacrifício perigoso) h6 20.Bh7+ Kh8 21.Bb1 Be7 22.Ne4 Rac8 23.Qd3 Rxc1 24.Rxc1 Qxb2 25.Re1 Qxe5 26.Qxd7 Bb4 27.Re3 Qd5 28.Qxd5 Bxd5 29.Nc3 Rc8 30.Ne2 g5 31.h4 kg7 32.hxg5 hxg5 33.Bd3 a5 34.Rg3 Kf6 35.Rg4 Bd6 36.Kf1 Be5 37.Ke1 Rh8 38.f4 gxf4 39.Nxf4 Bc6 40.Ne2 Rh1+ 41.Kd2 Rh2 42.g3 Bf3 43.Rg8 Rg2 44.Ke1 Bxe2 45.Bxe2 Rxg3 46.Ra8 Bc7 0–1